# Вильманн, Михаэль
Михаэль Леопольд Лукас Вильманн (нем. Michael Leopold Lukas Willmann, 27 сентября 1630, Кёнигсберг, герцогство Пруссия — 26 августа 1706, Леубус, Силезия) — немецкий живописец стиля барокко.

## Биография
Первые уроки живописи получил у отца, Кристиана Петера. Решающим для творческого развития М. Вильманна послужила состоявшаяся около 1650 года поездка в Голландию и Фландрию, во время которой он познакомился с картинами, оказавших на него влияние Рубенса, Рембрандта и Ван Дейка. Из-за недостатка средств Вильманн не смог посетить Италию, чтобы завершить своё художественное образование.
В 1657—1658 годах М. Вильманн служил художником при берлинском дворе, недолго в Праге, затем в Бреслау, где около 1656 года у него возник конфликт с местной гильдией художников. В 1660 году живописец переехал и поселился в Леубусе, обзавелся семьей, открыл художественную мастерскую и прожил до конца жизни, работая, в основном, для местных цистерцианцев.
Позже поселился в монастыре Лейбус, где писал алтарные картины для окрестных монастырей, а также пейзажи, церковные портреты и мифологические картины («Похищение Европы», 1679).
Библейские сюжеты занимали основное место в творчестве Вильманна. Многочисленные фрески художника до сегодняшнего дня украшают церкви и монастыри Силезии.
Современники называли художника «силезским Рафаэлем».
Самая большая коллекция полотен М. Вильманна ныне находится в национальном музее Вроцлава. Некоторые полотна М. Вильманн, считавшиеся утерянными, находят и сегодня. Среди его учеников - Ян Криштоф Лишка.
Умер живописец в монастыре Лейбус в Нижней Силезии.

Галерея работ
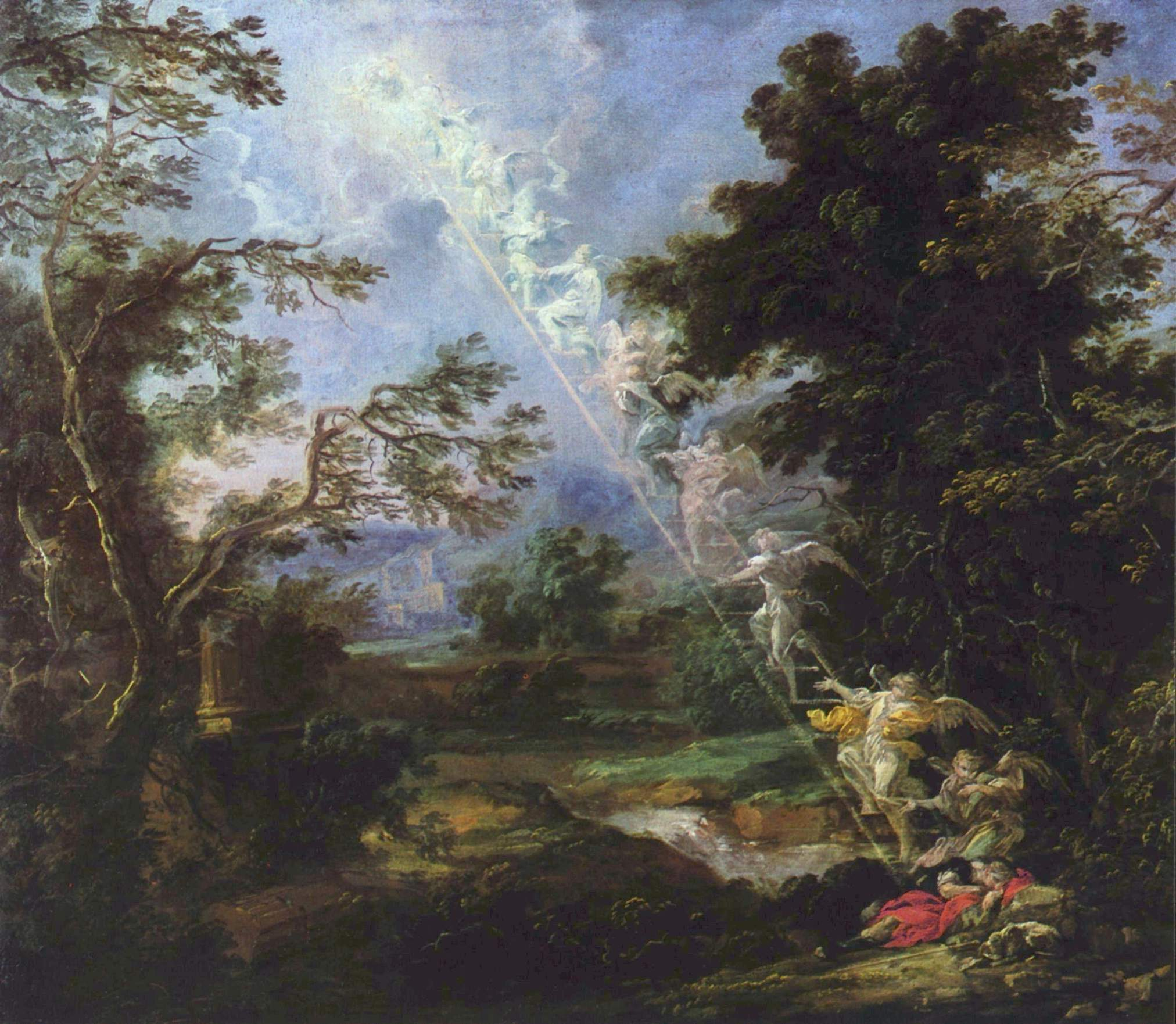
Пейзаж со сном Иакова. Лестница ангелов (около 1691)
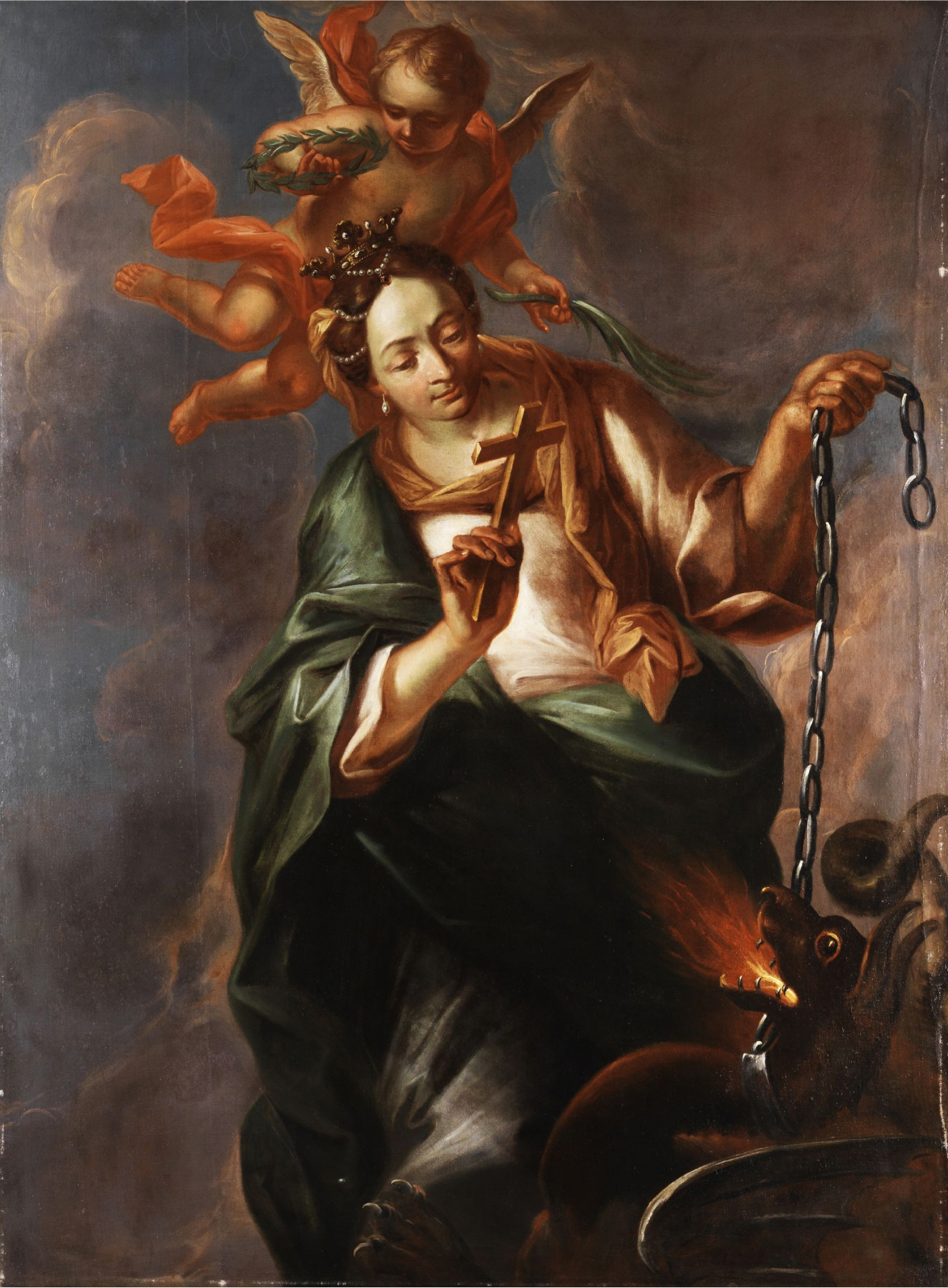
Апофеоз и Св. Маргарита
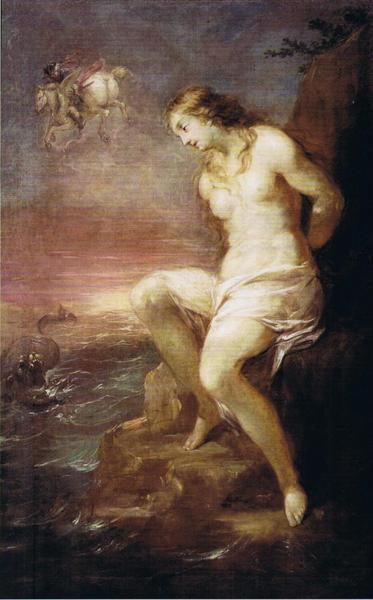
Освобождение Андромеды (после 1682)
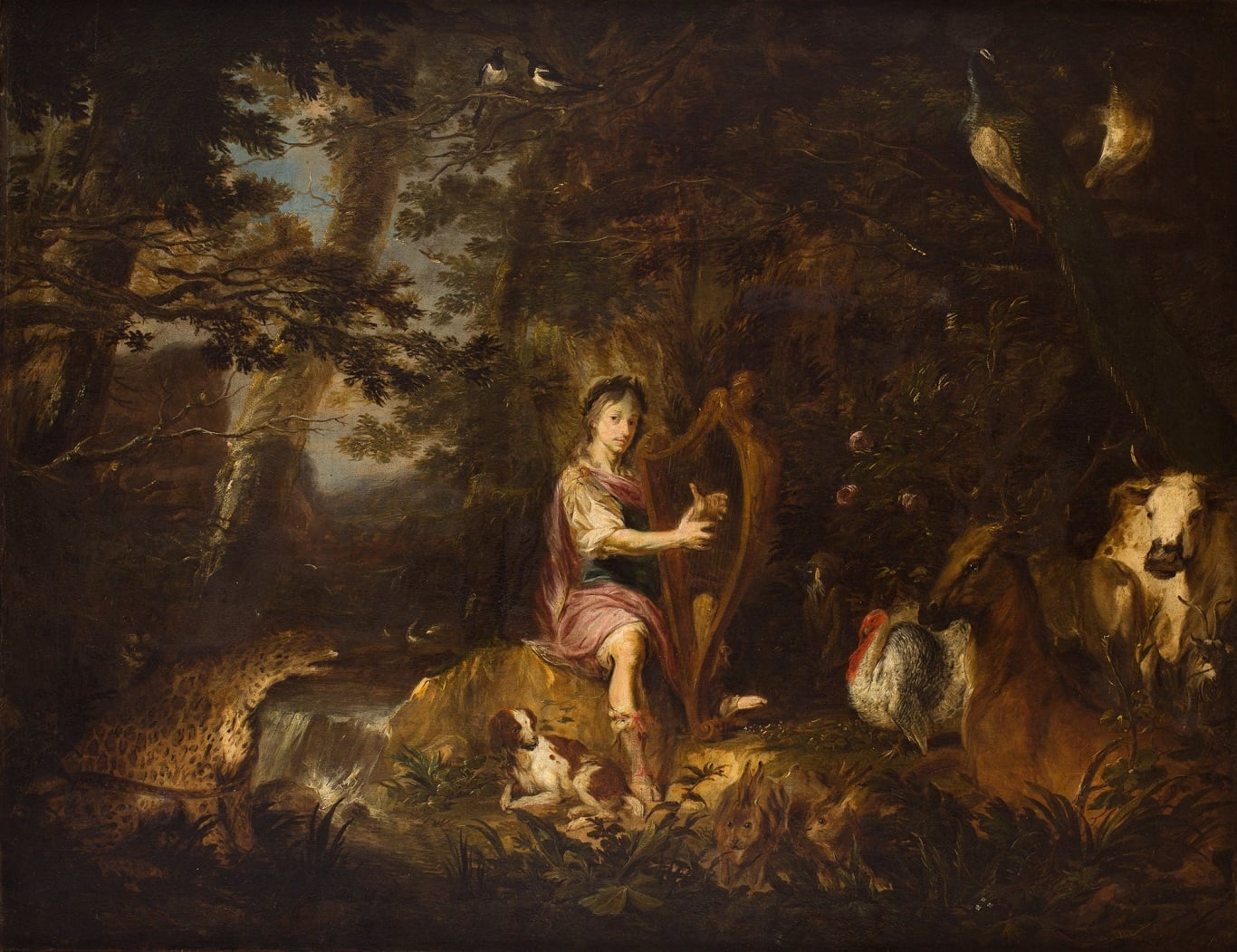
Орфей играющий на арфе (около 1670)